# (7549) Woodard
(7549) Woodard, [ˈwʊdɑːrd] , est un astéroïde de la ceinture principale.

## Description
(7549) Woodard est un astéroïde de la ceinture principale. Il fut découvert le 9 octobre 1980 à l'Observatoire Palomar par Carolyn S. Shoemaker et Eugene M. Shoemaker. Il présente une orbite caractérisée par un demi-grand axe de 3,00 UA, une excentricité de 0,09 et une inclinaison de 9,7° par rapport à l'écliptique.

## Compléments